# Johannes Eckert (Jurist)
Johannes Eckert (* 23. Dezember 1900; † April 1986; auch Hans Eckert) war ein deutscher Richter.

## Leben
Eckert war Präsident des Landgerichts Offenburg und später des Landgerichts Heidelberg.
Am 22. Juni 1955 wurde Eckert mit 72 von 80 Stimmen vom Landtag von Baden-Württemberg zum stellvertretenden Richter am Staatsgerichtshof für das Land Baden-Württemberg gewählt. Am 19. Mai 1961 wurde er mit 62 von 65 Stimmen vom Landtag in diesem Amt wiedergewählt. Er amtierte bis 1970.